# سيبيل من ساكس-لاونبورغ
سيبيل فون ساكس-لاونبورغ (فرانتسيسكا سيبيل أوغست؛ 21 يناير 1675 - 10 يوليو 1733)؛ كانت مرغريفة بادن-بادن القرينة بزواجها من لودفيغ فيلهلم، وهو جنرال إمبراطوري مشهور كان يُعرف باسم لويس التركي، أصبحت الوصية في بادن-بادن بعد وفاة زوجها في 1707 حتى 1727 على ابنها القاصر لودفيغ غيورغ.

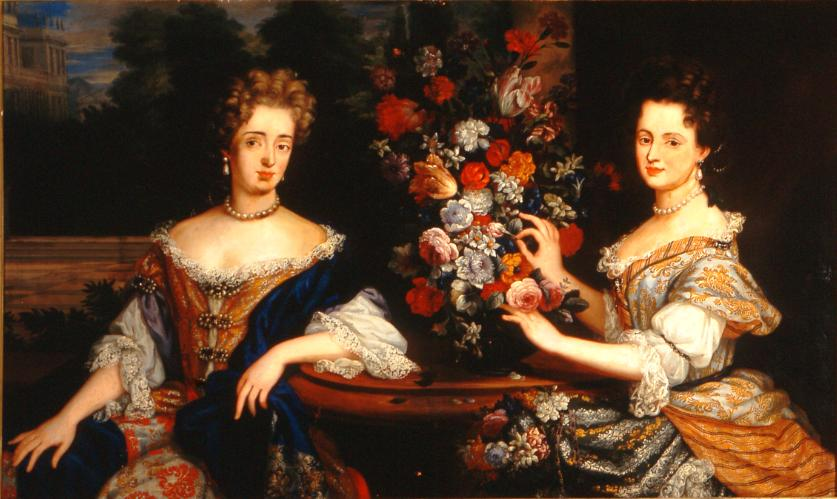
.سيبيل (يسار) مع شقيقتها آنا ماريا، حوالي عام 1690 لفنان مجهول

تعتبر سيبيل الابنة الثالثة والثانية على قيد الحياة لوالديها يوليوس فرانتس دوق ساكس-لاونبورغ وهيدفيغ من بالاتينات-زولتسباخ، أصبحت شقيقتها الكبرى ماريا آنا فرانزيسكا لاحقاً زوجة جان غاستوني دي ميديشي دوق توسكانا الأكبر والذي اعتبر أخر حكام من أسرة ميديشي العريقة، كافحت الأختين كثيراً من أجل ورثة دوقية ساكس-لاونبورغ بعد وفاة والدهما في 1689 دون وريث ذكر، استغل قريبهم غيورغ فيلهلم دوق براونشفايغ-لونيبورغ ضعفهم واستولى على الأراضي وضمها إليه متجاهلاً حقوقهما وحقوق الأسر الأخرى التي كانت الأقرب منه أيضا، رفض الإمبراطور هذا الاستيلاء.
في البداية كان من المقرر أن تتزوج من الأمير يوجين من سافوي، إلا أنها فضلت ابن عمته مرغريف بادن-بادن عليه الذي كان من المقرر الزواج من شقيقتها الكبرى، وتزوجوا في 27 مارس 1690

## الذرية
أنجبت له تسعة أبناء، ثلاثة منهم وصلوا إلى سن البلوغ:-
1. ليوبولد فيلهلم (1694 - 1695)؛ توفي في سن الطفولة؛
2. شارلوته (1696 - 1700)؛ توفيت في سن الطفولة؛
3. كارل يوزف (1697 - 1703)؛ توفي في سن الطفولة.
4. فيلهيلمينه (1700 - 1702)؛ توفيت في سن الطفولة.
5. لويزه (1701 - 1707)؛ توفيت في سن الطفولة.
6. لودفيغ غيورغ سيمبرت (7 يونيو 1702 - 22 أكتوبر 1761)؛ مارغريف بادن-بادن، تزوج مرتين ليس لديه أطفال وصلوا سن البلوغ.
7. فيلهلم غيورغ سيمبرت (1703 – 1709)؛ توفي في سن الطفولة.
8. أوغسته (10 نوفمبر 1704 - 8 أغسطس 1726)؛ تزوجت من لويس دورليان حفيد لويس الرابع عشر، لهما ابن واحداً، ومن نسلهما لويس فيليب الأول ملك الفرنسيين.
9. أوغست غيورغ سيمبرت (14 يناير 1706 - 21 أكتوبر 1771)؛ مارغريف بادن-بادن، تزوج ليس لديه أبناء.